# Croatia Airlines

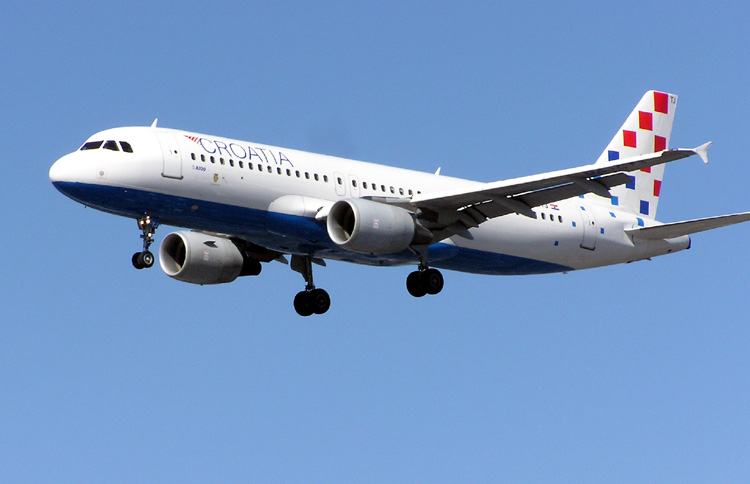
Croatia Airlines Airbus A320-200

Croatia Airlines (mã IATA = OU, mã ICAO = CTN), là hãng hàng không quốc gia của Croatia, trụ sở tại Zagreb . Hãng có các tuyến bay quốc nội và quốc tế và có căn cứ (hub) tại phi trường Zagreb. Năm 2007 Croatia Airlines đạt lợi nhuận ròng là 25 triệu Kuna Croatia, chở được 1.715.027 
lượt khách. Croatia Airlines là hội viên vùng của Star Alliance

## Lịch sử
- Hãng được thành lập ngày 20.7.1989 với tên Zagal (Zagreb Airlines) và bắt đầu hoạt động bằng việc chở hàng cho hãng United Parcel Service (UPS) của Mỹ bằng loại máy bay Cessna 402
- Ngày 23.6.1990 đổi tên thành Croatia Airlines [1].
- Năm 1991 hãng ký thỏa thuận với Adria Airways để thuê 2 máy bay McDonnell Douglas MD-82, bắt đầu tuyến bay quốc nội giữa Zagreb và Split.
- Năm 1992 Chiến tranh Yugoslav nổ ra, buộc hãng phải ngưng hoạt động. Tháng 4/1992 hãng tái hoạt động và mua 3 máy bay Boeing 737 của hãng Lufthansa. Ngày 5.4.192 hãng mở tuyến bay quốc tế đầu tiên tới Frankfurt (Đức). Cùng năm hãng xin gia nhập Hiệp hội Vận tải Hàng không Quốc tế (IATA). Năm này hãng chở được 238.000 lượt khách
- Năm 1993 hãng mua thêm 2 máy bay Boeing 737 và 2 máy bay ATR 42, chở được 473.000 lượt khách. Hãng cũng mở các văn phòng tại nhiều thành phố châu Âu và mua hãng du lịch "Obzor" để tổ chức du lịch cho các nhóm và các cá nhân.
- Năm 1994 hãng chở được 660.000 lượt khách và ngày 9 tháng 6 hãng có người khách thứ 1 triệu kể từ ngày thành lập. Tháng 9/1994 giáo hoàng Gioan Phaolô II tới thăm Croatia bằng máy bay của hãng.
- Năm 1995 hãng mua thêm 1 máy bay ATR 42, chở được 700.000 lượt khách. Ngày 18.9.1995 hãng có người khách thứ 2 triệu
- Năm 1996, hãng trở thành hãng hàng không thứ nhất có tuyến bay tới Sarajevo (Bosna và Hercegovina) (sau 4 năm ngưng vì chiến tranh). Năm này hãng chở được 823.000 lượt khách
- Năm 1997 hãng mua 1 máy bay Airbus A320 đầu tiên (đặt tên là Rijeka) và chở 866.000 lượt khách
- Năm 1998 hãng mua 2 máy bay loại mới Airbus A319 (đặt tên là Zadar và Zagreb) và gia nhập Hiệp hội hàng không châu Âu (Association of European Airlines, AEA). Năm này hãng chở được 919.000 lượt khách
- Năm 1999 hãng mua 2 máy bay Airbus nữa và bán các máy bay Boeing 737. Ngày 27.5.1999 hãng có người khách thứ 5 triệu.
- Năm 2000 hãng mua thêm 2 máy bay Airbus và số khách chở đạt tới 1 triệu lượt
- Năm 2001 hãng chở được 1.242.468 lượt khách
- Năm 2002 hãng thuê 1 máy bay BAe 146-200 của hãng Flightline (Anh quốc), chở được 1.322.284 lượt khách
- Năm 2003 hãng ghi tên trên thị trường chứng khoán Zagreb và chở được 1.468.410 lượt khách
- Năm 2004 hãng thuê 1 máy bay Airbus A319 của hãng Lufthansa, và chở được 1.531.248 lượt khách. Ngày 18.11.2004 hãng gia nhập Star Alliance với tư cách hội viên vùng do Lufthansa bảo trợ.
- Ngày 4.5.2005 hãng đưa thêm 1 máy bay Airbus A320-212 vào hoạt động. Năm này hãng chở được 1.555.033 lượt khách
- Năm 2006, hãng bắt đầu hợp tác với hãng TAP Portugal và mở hệ thống bán vé tự động (Automated Ticketing System). Ngày 15.9 hãng có hành khách thứ 15 triệu. Cả năm hãng chở được 1.577.277 lượt khách
- Năm 2008 hãng công bố sẽ mở thêm một số tuyến bay mới và cũng muốn đầu tư vào hãng hàng không anh em B&H Airlines (của Bosna và Hercegovina) mà hiện nay hãng đang liên danh.[2]

## Các nơi đến
- Áo

- Viên

- Bỉ

- Brussels

- Bosna và Hercegovina

- Mótar
- Sarajevo

- Croatia

- Bol
- Dubrovnik
- Osijek
- Pula
- Rijeka
- Split
- Zada
- Zagreb

- Đan Mạch

- Copenhagen (vào mùa hè 2008)

- Pháp

- Paris
- Lyon

Đức
- Berlin
- Düsseldorf
- Frankfurt
- Hanover
- München

- Ý

- Roma

- Israel

- Tel Aviv

- Macedonia

- Skopje

- Montenegro

- Podgorica (từ 17.6.2008)

- Hà Lan

- Amsterdam

- Serbia

- Pristina (16.6.2008)

- Thụy Sĩ

- Zürich

- vương quốc Anh

- London
- Manchester
- Nottingham

## Đội máy bay
- 3 ATR 42-300
- 4 Airbus A319-100
- 4 Airbus A320-200
- 2 Bombardier Q400 (sẽ giao hàng vào tháng 12 năm 2008 )
- 1 Fokker 100 (thuê của Trade Air)
- 1 Airbus A220-300(đặt hàng 10 chiếc)